# 近徳駅
近徳駅（クンドクえき）は、大韓民国江原特別自治道三陟市に位置する韓国鉄道公社東海線の駅である。

## 駅構造
- 1面3線の高架駅である。

## 歴史
- 2025年1月1日：開業。

## 隣の駅
韓国鉄道公社
東海線
臨院駅 - 近徳駅 - 三陟駅